# Planoise

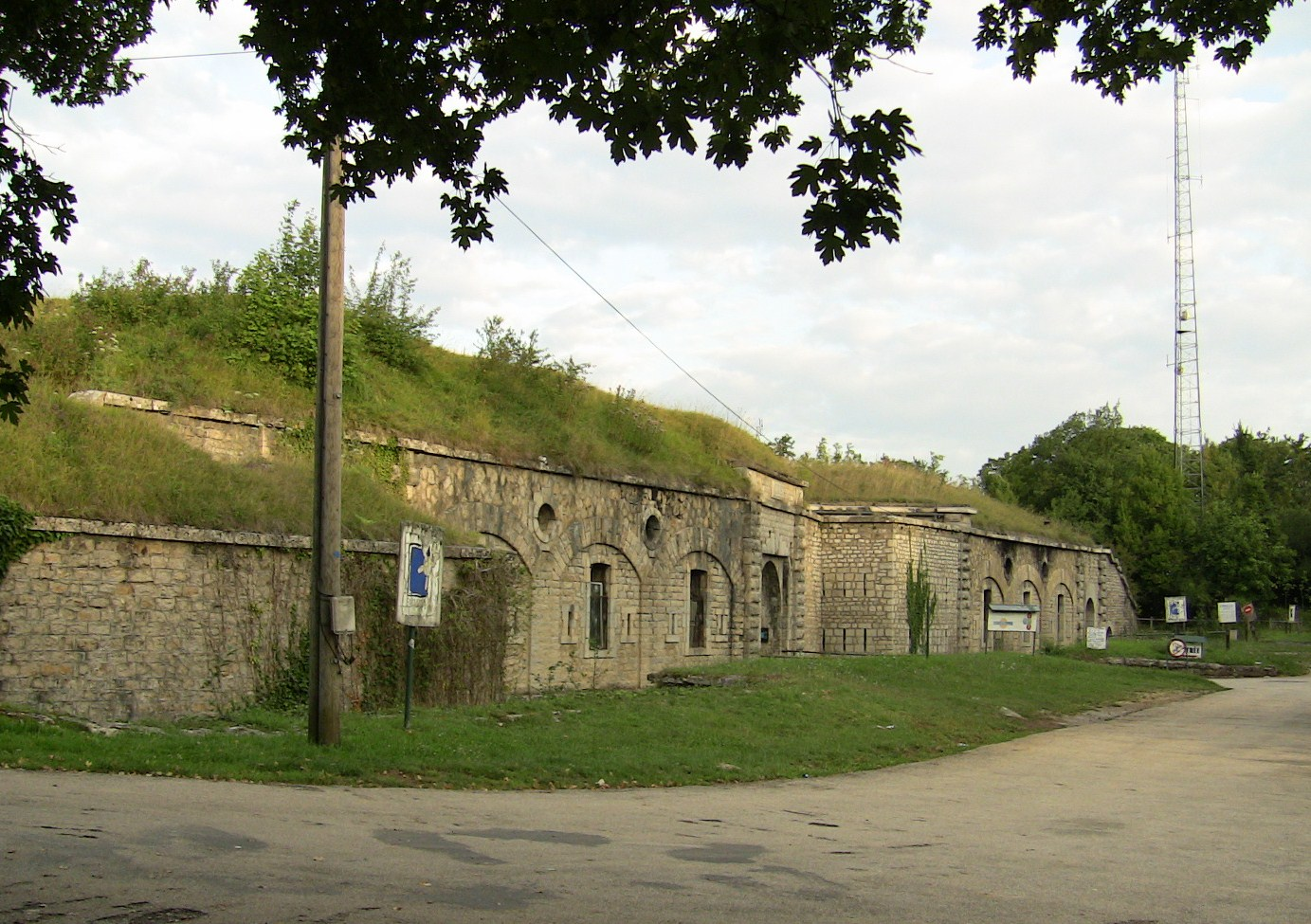
Fort de Planoise

Planoise – dzielnica w południowo-zachodniej części Besançon (Francja), położona na terenie kantonu Besançon-Planoise. Liczy około 21 000 mieszkańców. Dzieli się na 7 sektorów (osiedli).

## Historia
Pierwsze ślady bytności człowieka na terenie dzisiejszej dzielnicy Planoise sięgają neolitu. W Muzeum Sztuk Pięknych i Archeologii w Besançon przechowywane są eksponaty z tego okresu. Pierwsze pisemne dotyczące tego miejsca pochodzą z 1435 roku. Przez długie lata był to rejon rolniczy, bardzo ubogo zaludniony.
Początki szybkiego rozwoju dzielnicy wiążą się z planem industrializacji przedmieść, przyjętym w 1960 roku w celu zapobieżenia problemom z brakiem miejsc na budownictwo mieszkaniowe w dotychczasowym obrębie miasta. Pierwsze bloki na terenie dzielnicy powstały w 1965 roku. W 1972 roku poświęcono zbudowany na terenie dzielnicy kościół katolicki pw. św. Franciszka z Asyżu. W 2008 roku oddano do użytku meczet.
Z czasem w dzielnicy pojawiły się problemy typowe dla przedmieść francuskich miast: wojny gangów, narkotyki, agresja. Zamieszki w 2005 roku odcisnęły i tutaj swoje piętno.
W dzielnicy urodził się utytułowany bokser Morrade Hakkar.

## Geografia
Dzielnica położona jest w południowo-wschodniej części miasta. Od południa graniczy z gminą Avanne-Aveney. Na terenie dzielnicy znajdują się dwa wzgórza: Planoise (490 m) i Rosemont (466 m).
Osią komunikacyjną dzielnicy jest ulica (rue) de Dole, będąca częścią drogi krajowej nr 73. Przez teren dzielnicy przechodzi także droga krajowa nr 273.

## Osiedla
Dzielnica dzieli się na 7 sektorów: Les Époisses, założone w 1977 roku, Île-de-France, powstałe w tym samym roku, Cassin, założone w 1985 roku, La Malcombe, Micropolis, Châteaufarine i Hauts-de-Chazal.

## Infrastruktura
- posterunek policji
- trzy urzędy pocztowe
- urząd skarbowy
- urząd pracy
- teatr
- biblioteka
- trzy centra handlowe
- basen pływacki
- hala sportowa
- szpital
- 27 szkół podstawowych, 2 kolegia, 2 licea.
- klub karate, klub łuczniczy, klub futbolu amerykańskiego i inne kluby sportowe.

## Demografia
|                 | 1940      | 1950    | 1959    | 1962 | 1971  | 1977   | 1989   | 1999   | 2006   |
| Liczba ludności | ok. 1 000 | ok. 800 | ok. 100 | 0    | 7 480 | 12 000 | 18 489 | 20 500 | 20 700 |

## Zabytki i inne atrakcje turystyczne
- park miejski
- las Planoise
- Fort de Planoise/Fort Moncey - fortyfikacje z lat 1877-1882